# Lonchocarpus guatemalensis
Lonchocarpus guatemalensis är en ärtväxtart som beskrevs av George Bentham. Lonchocarpus guatemalensis ingår i släktet Lonchocarpus och familjen ärtväxter. IUCN kategoriserar arten globalt som livskraftig.

## Underarter
Arten delas in i följande underarter:
- L. g. fendleri
- L. g. guatemalensis
- L. g. jurgenseni
- L. g. mexicanus
- L. g. proteranthus